# Italia Almirante Manzini
Italia Almirante Manzini (ur. 1890, zm. 1941) – włoska diwa, aktorka kina niemego.
Pochodziła z rodziny aktorskiej. Grała w filmach wytwórni Itala, m.in. w Cabirii (1914), która przyniosła jej wielką popularność. Po 1915 roku straciła pracę w Itali, ale nadal grywała w filmach. Po przełomie dźwiękowym zagrała w jednym filmie udźwiękowionym, a następnie porzuciła przemysł filmowy. Od 1935 roku mieszkała w Brazylii, gdzie pracowała jako aktorka sceniczna. Zmarła w 1941 roku.

## Wybrana filmografia
- Sul Sentiero denta Vipera (1912)
- Bacio della Zingara (1913)
- Cabiria (1914)
- Patria (1915)[1]